# Bitwa na przełęczy Mang Yang
Bitwa na przełęczy Mang Yang (znana również jako bitwa pod An Khê) – ostatnia oficjalnie uznawana bitwa I wojny indochińskiej. Była to jedna z najbardziej krwawych porażek Unii Francuskiej wraz z bitwą pod Dien Bien Phu w 1954 i bitwą pod Cao Bằng w 1950.

## Prolog
Groupement Mobile No. 100 (Grupa Mobilna 100 lub GM 100) była specjalną jednostką Francuskiego Dalekowschodniego Korpusu Ekspedycyjnego sformowaną jako konwój. W jej skład wchodzili elitarni weterani Batalionu Francuskiego, który uczestniczył w wojnie koreańskiej pod Chipyong-ni, Wonju i Arrowhead ridge. Chcąc uniknąć następnej tragedii, takiej jak oblężenie Dien Bien Phu, szef sztabu rozkazała G.M. 100 opuścić ich osamotnioną pozycję na Płaskowyżu Centralnym.

## Zasadzki
24 czerwca 1954 GM 100 otrzymała rozkaz opuszczenia pozycji obronnych pod An Khê i wycofania się do Pleiku ok. 80 km drogą Route Coloniale 19. Na 15 kilometrze drogi kolumna wpadła w zasadzkę oddziałów Việt Minhu należących do 103 pułku i poniosła duże straty. Resztki rozbitej GM 100 zdołały się przebić przez zasadzkę. Pozostałości GM 100, obecnie wraz z GM 42 i 1 Grupą Spadochronową musiały przebyć dalsze 55 km drogi przez wrogi teren i 28 oraz 29 czerwca pod Dak Ayun wpadła w zasadzkę 108 pułku. Ci, którzy przeżyli, dotarli do Pleiku następnego dnia.
W ciągu 5 dni walk GM 100 straciła 85% swoich pojazdów, 100% artylerii, 68% środków łączności i 50% broni. W kompanii dowodzenia z pierwotnego stanu 222 żołnierzy, pozostało tylko 84. Z 43 Kolonialnego oraz 1 i 2 Batalionu Koreańskiego, których stan wynosił po 834 ludzi, pozostało odpowiednio 452, 497 i 345 żołnierzy. 2 Grupa Artylerii Kolonialnej, która po stracie wszystkich dział, walczyła jako piechota, skurczyła się w trakcie walk z 475 do 215 ludzi. Pułkownik Barrou i wielu jego ludzi zostali wzięci do niewoli. Dla porównania 96 pułk Việt Minhu stracił ponad 100 zabitych.
29 czerwca resztki 1 Batalionu Koreańskiego dostały rozkaz uczestnictwa w Operacji Forget-Me-Not, mającej na celu udrożnienie Route Coloniale 14 między Pleiku i Buôn Ma Thuột, o długości ponad 96 km. 17 lipca kolumna wpadła w zasadzkę na przełęczy Chu Dreh zorganizowaną przez lokalne jednostki 96 pułku Việt Minhu. Gdy następnego dnia niedobitki dotarły do Buôn Ma Thuột, okazało się, że z 452 ludzi zostało tylko 107, z czego 53 było rannych, a dodatkowo stracono dalszych 47 pojazdów.

## Skutki
Więcej szczegółów w artykule Konferencja genewska (1954)
Zasadzka i zniszczenie GM 100 okazała się ostatnią bitwą I wojny indochińskiej. Trzy dni później, 20 lipca 1954 r. ogłoszono zawieszenie broni, a 1 sierpnia wszedł w życie rozejm, pieczętując koniec Francuskich Indochin i w następnym okresie wycofanie francuskiej administracji i korpusu ekspedycyjnego, które zakończyło się w 1956 r.

## Walczące strony

### Siły francuskie
Jednostki G.M. (Groupement Mobile) zostały sformowane jako samodzielne, zmotoryzowane, pułkowe grupy operacyjne wzorowane na pułkowych grupach bojowych US Army z okresu II wojny światowej. Typowa jednostka GM składała się z 3 batalionów piechoty i jednego batalionu artylerii wraz z pojazdami opancerzonymi lub czołgami, pododdziałami inżynierskimi, łączności i medycznymi, w sumie ok. 3000-3500 ludzi.
W skład GM 100 wchodziły:
- Pułk Koreański, składający się z 1. i 2. Batalionu Koreańskiego sformowanego z weteranów elitarnego Batalionu Francuskiego - Bataillon de Corée.
- Bataillon de Marche 43 Batalionu Piechoty Kolonialnej
- 2. Grupy 10 Pułku Artylerii Kolonialnej
- 3. szwadronu 5 Grupy Kawalerii Pancernej "Royal Poland"

### Siły Việt Minhu
W skład 96 pułku Việt Minhu wchodziły:
- 40 batalion (3 kompanie piechoty)
- 79 batalion (mniejszy) (dwie kompanie piechoty)
- 2 kompanie broni ciężkiej (moździerze, działa bezodrzutowe i miotacze min)

## Bitwa w kulturze popularnej
Zagłada GM 100 została przedstawiona w początkowych scenach filmu Byliśmy żołnierzami.